# Clostridium tyrobutyricum
Il Clostridium tyrobutyricum  è una specie di batterio appartenente alla famiglia delle Clostridiaceae.